# Płatkonos czarny
Płatkonos czarny (Cnemophilus loriae) – gatunek średniej wielkości ptaka z rodziny płatkonosów (Cnemophilidae). Należy do rodzaju Cnemophilus, razem z płatkonosem ognistym. Zasiedla górskie lasy Nowej Gwinei. Nie jest zagrożony.

## Systematyka
Wyróżnia się następujące podgatunki:
- Cnemophilus loriae loriae – pasma górskie południowo-wschodniej Nowej Gwinei
- Cnemophilus loriae amethystinus – pasma górskie wschodniej Nowej Gwinei
- Cnemophilus loriae inexpectatus – pasma górskie zachodniej i środkowej Nowej Gwinei

Międzynarodowy Komitet Ornitologiczny (IOC) uznaje ten gatunek za monotypowy.

## Morfologia
Występuje bardzo wyraźny dymorfizm płciowy. Samiec jest cały czarny i opalizujący, z żółtą brwią i szarą naroślą na dziobie. Samica zielonkawoszara z ciemniejszym, bardziej brązowawym wierzchem ciała. Skrzydła ma całe brązowe. Nie posiada narośli na dziobie. Obie płcie mierzą 20–23 cm, ważą 93–100 g.

## Zachowanie
Składa jedno lub dwa jaja.

## Status
IUCN uznaje płatkonosa czarnego za gatunek najmniejszej troski (LC, Least Concern) nieprzerwanie od 1988 roku. Liczebność populacji nie została oszacowana; w 1998 roku ptak ten opisywany był jako pospolity i szeroko rozpowszechniony. Trend liczebności populacji uznawany jest za stabilny.